# Chiloschista
Chiloschista é um género botânico pertencente à família das orquídeas (Orchidaceae). Também conhecidas como Orquídeas Estrela do Mar.

## Espécies
1. Chiloschista extinctoriformis Seidenf., Opera Bot. 95: 178 (1988).
2. Chiloschista exuperei (Guillaumin) Garay, Bot. Mus. Leafl. 23: 166 (1972).
3. Chiloschista fasciata (F.Muell.) Seidenf. & Ormerod, Opera Bot. 124: 64 (1995).
4. Chiloschista glandulosa Blatt. & McCann, J. Bombay Nat. Hist. Soc. 35: 488 (1932).
5. Chiloschista godefroyana (Rchb.f.) Schltr., Repert. Spec. Nov. Regni Veg. Beih. 4: 275 (1919).
6. Chiloschista guangdongensis Z.H.Tsi, Acta Phytotax. Sin. 22: 481 (1984).
7. Chiloschista loheri Schltr., Bot. Jahrb. Syst. 56: 491 (1921).
8. Chiloschista lunifera (Rchb.f.) J.J.Sm., Orch. Java: 553 (1905).
9. Chiloschista parishii Seidenf., Opera Bot. 95: 176 (1988).
10. Chiloschista phyllorhiza (F.Muell.) Schltr., Bot. Jahrb. Syst. 56: 492 (1921).
11. Chiloschista ramifera Seidenf., Opera Bot. 95: 179 (1988).
12. Chiloschista rodriguezii Cavestro & Ormerod, Orchidophile (Asnières) 166: 180 (2005).
13. Chiloschista segawae (Masam.) Masam. & Fukuy., Bot. Mag. (Tokyo) 52: 247 (1938).
14. Chiloschista sweelimii Holttum, Orchid Rev. 74: 147 (1966).
15. Chiloschista taeniophyllum (J.J.Sm.) Schltr., Bot. Jahrb. Syst. 56: 492 (1921).
16. Chiloschista treubii (J.J.Sm.) Schltr., Bot. Jahrb. Syst. 56: 492 (1921).
17. Chiloschista trudelii Seidenf., Orchidee (Hamburg) 38: 310 (1987).
18. Chiloschista usneoides (D.Don) Lindl., Edwards's Bot. Reg. 18: t. 1522 (1832).
19. Chiloschista viridiflava Seidenf., Opera Bot. 95: 175 (1988).
20. Chiloschista yunnanensis Schltr., Repert. Spec. Nov. Regni Veg. Beih. 4: 74 (1919).